# روبي رنا
روبي رنا هي عارضة ومتسابقة ملكة الجمال وممثلة نيبالية، ولدت في 22 سبتمبر 1972 بكاتماندو في نيبال.